# Kultura (zemědělství)
Kultura v zemědělství je chápána jako:
1. Zúrodnění půdy a pěstování užitkových (kulturních) rostlin.
2. Mladé porosty vzniklé sázením a setím, např. kávovníku nebo čajovníku. Pěstuje-li se na velkých plochách jediný druh, např. smrky, vzniká monokultura. Lesní monokultury jsou nevhodné pro znehodnocování zemědělské užitnosti půdy a neodolnost.